# John Meachin
John Basford Meachin (Mánchester; 6 de octubre de 1941-?; 2 de marzo de 2001) fue un árbitro de fútbol canadiense nacido en Inglaterra.

## Trayectoria
Empezó a arbitrar en Canadá a partir de 1973, terminando hasta 1991. Arbitró internacionalmente desde 1981 a 1989.